# Havanna
A Havanna S.A. (BCBA: HAVA) ou Havanna, é uma empresa multinacional que produz e comercializa produtos alimentícios típicos da Argentina, mais conhecida por seus alfajores. Administra também um rede de cafés e quiosques de mais de 300 lojas em mais de 12 países do mundo nas Américas, Ásia e Europa.

## História

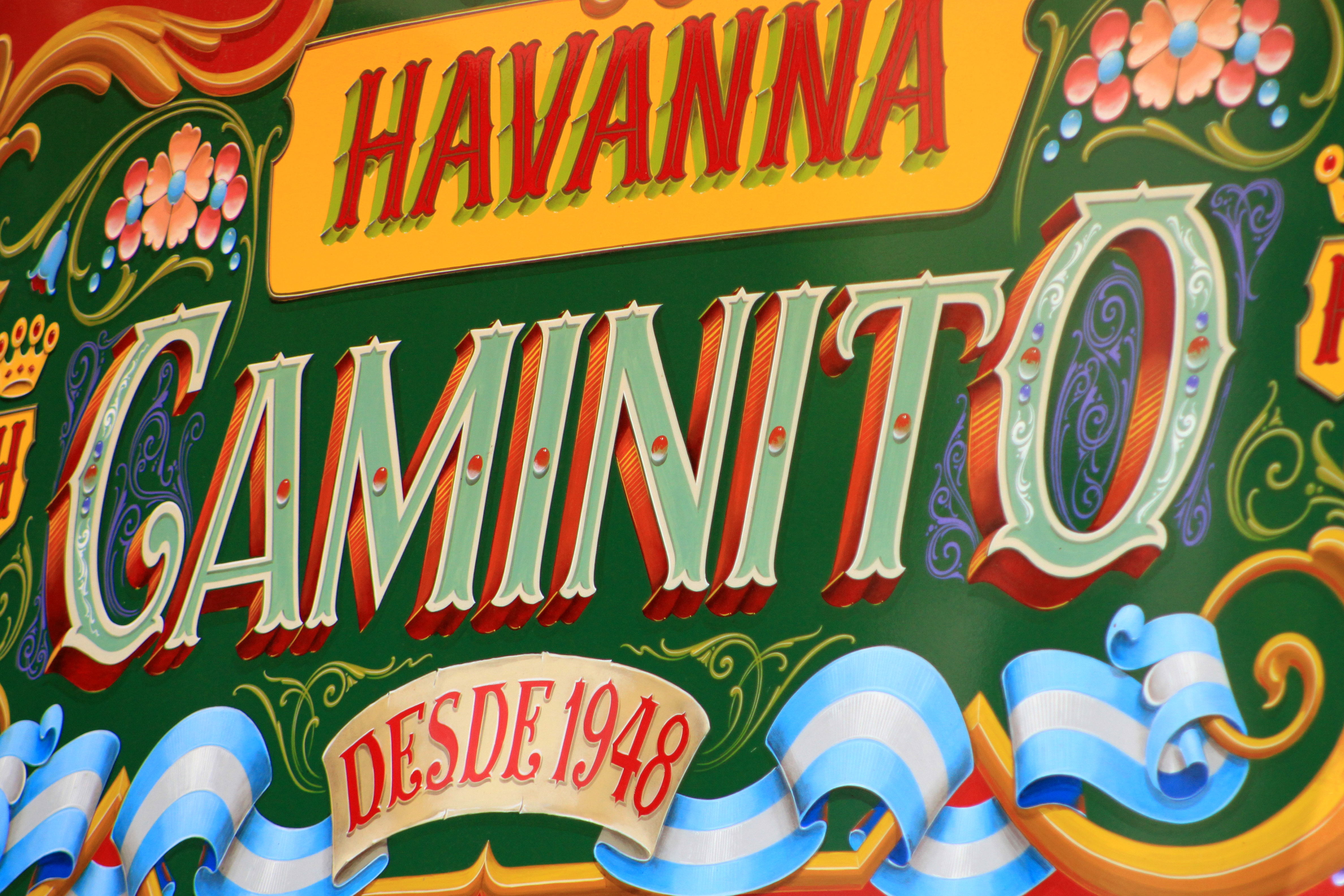
Placa de um "Café Havanna" no bairro do Caminito em Buenos Aires.

Em 1948 foi fundada por Benjamín Sisterna e Luis Sbaraglini que também eram donos de uma confeitaria chamada Confitería Show Havanna, cujo nome foi escolhido por ser uma homenagem ao nome da capital de Cuba, Havana acrescido de mais uma letra "N".
Em 1995 abriu seus primeiros cafés e em 1998 a Havanna foi vendida para o fundo de investimento Exxel Group por aproximadamente US$ 85 milhões. Na época da transação, eram produzidos aproximadamente 5 milhões de alfajores por ano nas duas plantas industriais de Mar del Plata. A empresa também tinha cerca de 130 lojas em Buenos Aires e Mar del Plata, empregando mais de 300 lojas.
Motivada pela crise econômica da Argentina de 2003, as dívidas da empresa subiram para mais de US$ 30 milhões entre 1999 e 2002. Como consequência, o Exxel Group vendeu a empresa para um grupo de investimentos denominado "Grupo DyG" de ex-funcionários do Citibank.
Inaugurou em 2015 uma nova loja conceito no Bourbon Shopping São Paulo que agregou novos itens ao cardápio como crepes e novos sabores de alfajor, além de melhor iluminação e novas cores que que seriam implantadas em outras unidades da rede.
Em 2016 após 6 anos sem nenhum IPO na Bolsa de Comércio de Buenos Aires, a Havanna realizou uma abertura de 17,5% do seu capital por cerca de $ 250 milhões. No mesmo ano, inaugurou uma nova fábrica em Batán na Província de Buenos Aires, pelo custo de construção de US$ 7 milhões.

## Presença Internacional
- Argentina
- Bolívia
- Brasil
- Chile
- Espanha
- Estados Unidos
- Paraguai
- Peru
- Uruguai
- Venezuela

Brasil
A Havanna entrou no Brasil em 2006 e possui unidades do Café Havanna nos estados de São Paulo, Rio de Janeiro, Minas Gerais, Espírito Santo, Sergipe, Santa Catarina, Maranhão, Paraná, Mato Grosso, Mato Grosso do Sul, Bahia, Ceará, Paraíba, Piauí, Rio Grande do Sul e Distrito Federal. Além dos quiosques e cafés em ruas e shoppings, no Brasil possui ainda lojas dentro de agências Santander, e fez parcerias com outras redes de fast-food como o KFC e o Outback Steakhouse em 2018.

## Museu do Chocolate Havanna
Em Bariloche, a Havanna criou o Havanna Museo del Chocolate, onde pode-se conhecer a história do chocolate, da marca, bem como conhecer o processo de fabricação e história do produto na Argentina aos dias atuais. A primeira fábrica de chocolate mecanizada na Argentina foi introduzidas por Aldo Fenoglio em 1947 e o espaço do museu ocupa o mesmo da primeira fábrica de Fenoglio.